# سیارک ۶۱۳۱
سیارک ۶۱۳۱ (به انگلیسی: 6131 Towen، نامگذاری:1990OO3) شش هزار و صد و سی و یکمین سیارک کشف شده‌است که در ۲۷ ژوئیه ۱۹۹۰ کشف شد.
قدر مطلق سیارک برابر ۱۴٫۰۰ است.